# シトロエン・LN

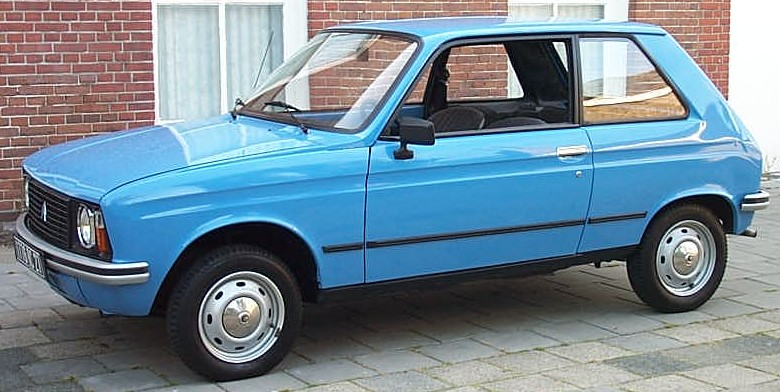
LN

シトロエン・LNはフランスの自動車メーカー・シトロエンが1975年から1985年まで生産した小型大衆車である。

## 概要
伝統的に大家族主義で、小排気量の割に大きな4ドア/5ドアボディを持つ実用的な車が歓迎されていたフランスでも、若者や核家族向けに、3ドアのコンパクトな車体を持つボトムエンドの大衆車がラインナップに必要となっていた。傑作車とはいえど、いずれも設計年次が古い2CV、ディアーヌ、アミしか持ち駒のない当時のシトロエンでは対応できないカテゴリであった。
そのような状況を受け、1974年にシトロエンがプジョー傘下（PSA）に入ってから急遽開発されたのがこのLNである。車体は提携先のプジョー・104クーペと共用しているが、フロントグリルとヘッドライトの意匠は異なり、室内もステアリングホイールのデザインやシート表皮はシトロエン独自のものとなっている。
駆動方式はベースとなった104と同様の前輪駆動であるが、水冷・直4エンジンを横置き搭載する104とは異なり、2CV以来の空冷水平対向2気筒エンジン（602 cc、32馬力）を縦置きで搭載する。そのため，トランスミッションもGS譲りの4速MTが組み合わせられている。

## 販売
デビュー当時、世界中のシトロエン愛好家からは「今後のシトロエン車は全てプジョーのバッジエンジニアリング版になってしまうのではないか」という懸念をもって迎えられたが、3年後のヴィザの登場でこれは杞憂に終わった。シトロエン自身もブランドイメージの低下を懸念し、当初はLNをフランス国内だけで販売した。
1978年にマイナーチェンジを行いLNAと車名を改め、同時にヨーロッパ各国での販売が開始された。エンジンの排気量を652 ccにアップし、最大出力が36馬力に向上した。
1982年のマイナーチェンジでは、ヴィザと同様のプジョー製水冷直列4気筒エンジン（1124 cc、57馬力）を搭載し、最高速度も145 km/h近くに達するLNA 11が追加された。LNA 11のエンジンとトランスアクスルは横置きで、プジョー・104と同じメカニズムに戻ったことになる。
LNシリーズはランニングコストの低さと104譲りの優れたシャシー性能により、経済的な大衆車として1985年まで生産された。後継は翌年登場のシトロエン・AXである。また、プジョー・104ベースの兄弟車には他にタルボ・サンバがある。